# Kowaï
Le kowai (怖い) est un genre de manga orienté vers l'horreur. Le terme japonais kowai peut se traduire en français par « j'ai peur ».